# Copa FIFA Confederaciones 2013
La Copa FIFA Confederaciones 2013 fue la IX edición del torneo que involucra a los campeones de cada confederación de Fútbol, al campeón del mundo y al país que la organiza. Se celebró en Brasil, organizador de la Copa Mundial de Fútbol de 2014. La competición se inició el 15 de junio con el partido entre Brasil y Japón en el Estadio Nacional de Brasilia. La final se jugó el 30 de junio en el Estadio Maracaná, donde resultó campeona la selección de Brasil.

## Sedes
Seis ciudades fueron aprobadas como ciudades anfitrionas. La decisión final de la cantidad de sedes (cuatro a seis) a utilizar fue asignada en función de la situación de entonces, a mediados de noviembre de 2012. Ciudades como São Paulo no participaron debido al atraso en la construcción o remodelación de sus estadios, que se temía aún no estuvieran listos para 2014.
| Belo Horizonte    | Belo Horizonte Río de Janeiro Brasilia Recife Fortaleza Salvador | Belo Horizonte Río de Janeiro Brasilia Recife Fortaleza Salvador | Fortaleza         |
| ----------------- | ---------------------------------------------------------------- | ---------------------------------------------------------------- | ----------------- |
| Mineirão          | Belo Horizonte Río de Janeiro Brasilia Recife Fortaleza Salvador | Belo Horizonte Río de Janeiro Brasilia Recife Fortaleza Salvador | Castelão          |
| Capacidad: 60 000 | Belo Horizonte Río de Janeiro Brasilia Recife Fortaleza Salvador | Belo Horizonte Río de Janeiro Brasilia Recife Fortaleza Salvador | Capacidad: 67 050 |
|                   | Belo Horizonte Río de Janeiro Brasilia Recife Fortaleza Salvador | Belo Horizonte Río de Janeiro Brasilia Recife Fortaleza Salvador |                   |
| Brasilia          | Belo Horizonte Río de Janeiro Brasilia Recife Fortaleza Salvador | Belo Horizonte Río de Janeiro Brasilia Recife Fortaleza Salvador | Salvador          |
| Nacional          | Belo Horizonte Río de Janeiro Brasilia Recife Fortaleza Salvador | Belo Horizonte Río de Janeiro Brasilia Recife Fortaleza Salvador | Arena Fonte Nova  |
| Capacidad: 72 800 | Belo Horizonte Río de Janeiro Brasilia Recife Fortaleza Salvador | Belo Horizonte Río de Janeiro Brasilia Recife Fortaleza Salvador | Capacidad: 55 000 |
|                   | Belo Horizonte Río de Janeiro Brasilia Recife Fortaleza Salvador | Belo Horizonte Río de Janeiro Brasilia Recife Fortaleza Salvador |                   |
| Recife            | Recife                                                           | Río de Janeiro                                                   | Río de Janeiro    |
| Arena Pernambuco  | Arena Pernambuco                                                 | Maracaná                                                         | Maracaná          |
| Capacidad: 46 200 | Capacidad: 46 200                                                | Capacidad: 80 000                                                | Capacidad: 80 000 |
|                   |                                                                  |                                                                  |                   |

## Equipos participantes

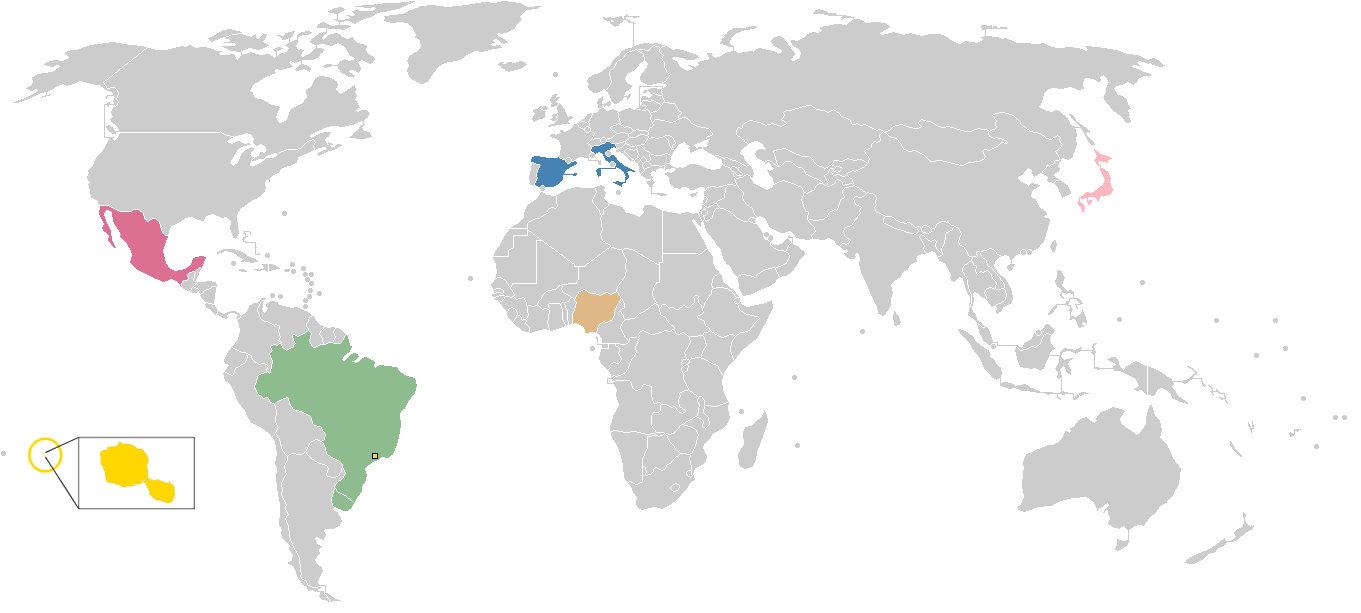
Equipos participantes de la Copa FIFA Confederaciones 2013.

Los ocho participantes de este torneo fueron oficialmente invitados por la FIFA. Estos corresponden a los anfitriones, los actuales campeones de la Copa del Mundo y los seis titulares de los campeonatos de las confederaciones de la FIFA.
Los ocho participantes de este torneo fueron invitados oficialmente por la FIFA. Estos correspondían a los campeones de los diversos torneos continentales, además del anfitrión del torneo y del vigente campeón mundial que era España, también campeona de la Eurocopa 2012, por lo que la selección subcampeona, Italia, representó a la UEFA en el torneo.
En cursiva, los equipos debutantes en la copa.
| Confederación                            | Equipo  | Vía de clasificación                              |
| ---------------------------------------- | ------- | ------------------------------------------------- |
| Anfitrión                                | Brasil  | Organizador de la Copa Mundial de Fútbol de 2014  |
| FIFA                                     | España  | Campeón de la Copa Mundial de Fútbol de 2010      |
| UEFA (Europa)                            | Italia  | Finalista de la Eurocopa 2012                     |
| Conmebol (Sudamérica)                    | Uruguay | Campeón de la Copa América 2011                   |
| Concacaf (Norte, Centroamérica y Caribe) | México  | Campeón de la Copa de Oro de la Concacaf 2011     |
| AFC (Asia)                               | Japón   | Campeón de la Copa Asiática 2011                  |
| CAF (África)                             | Nigeria | Campeón de la Copa Africana de Naciones 2013      |
| OFC (Oceanía)                            | Tahití  | Campeón de la Copa de las Naciones de la OFC 2012 |

### Sorteo
El sorteo de la competición se llevó a cabo en São Paulo, Brasil el día 1 de diciembre de 2012. Las cabezas de serie del torneo fueron Brasil en el Grupo A y España en el Grupo B.
| Bombo 1                                                                                       | Bombo 2                                                  | Bombo 3                     |
| --------------------------------------------------------------------------------------------- | -------------------------------------------------------- | --------------------------- |
| Brasil (anfitrión, asignado al Gpo. A) España (campeón del mundo vigente, asignado al Gpo. B) | Italia (asignado al Gpo. A) Uruguay (asignado al Gpo. B) | México Japón Tahití Nigeria |

## Árbitros
| Confederación | Árbitro          | Asistentes                               |
| ------------- | ---------------- | ---------------------------------------- |
| AFC           | Ravshan Irmatov  | Abduxamidullo Rasulov Bakhadyr Kochkarov |
| AFC           | Yuichi Nishimura | Toru Sagara Toshiyuki Nagi               |
| CAF           | Djamel Haimoudi  | Redouane Achik Abdelhak Etchiali         |
| CONCACAF      | Joel Aguilar     | William Torres Juan Zumba                |
| CONMEBOL      | Diego Abal       | Hernán Maidana Juan Pablo Belatti        |
| CONMEBOL      | Enrique Osses    | Carlos Astroza Sergio Román              |
| UEFA          | Felix Brych      | Mark Borsch Stefan Lupp                  |
| UEFA          | Björn Kuipers    | Sander van Roekel Erwin Zeinstra         |
| UEFA          | Pedro Proença    | Bertino Miranda José Trigo               |
| UEFA          | Howard Webb      | Michael Mullarkey Darren Cann            |

## Símbolos

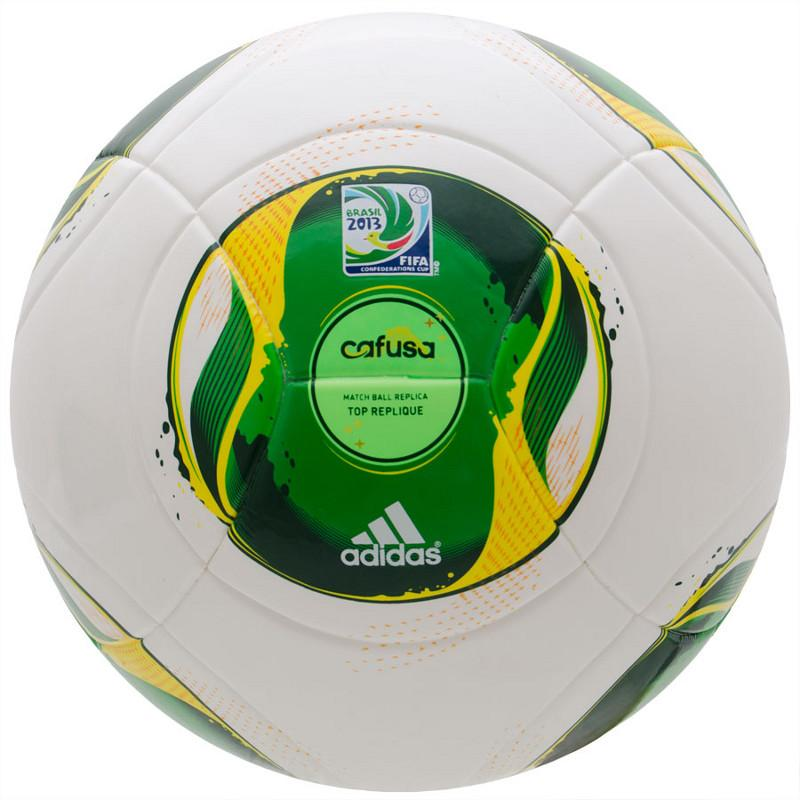
Adidas Cafusa, balón oficial del torneo.

### Balón oficial
El balón oficial del campeonato fue el Adidas Cafusa. El esférico fue presentado el 1 de diciembre de 2012 durante el sorteo de la competición. Adidas Cafusa cuenta con los colores de la bandera del anfitrión del torneo, con especial enfoque en el amarillo, verde y blanco, el nombre del balón se deriva de tres símbolos representativos de la cultura brasileña: carnaval, fútbol y samba, acuñando y combinando la primera sílaba de estos.
El uso del Adidas Cafusa representó la segunda ocasión que se usa un balón exclusivo para la Copa FIFA Confederaciones, a pesar de que previamente se usó en la Copa Mundial de Clubes de la FIFA 2012.

## Resultados
- Los horarios correspondían a la hora de Brasil (UTC-3)

Clasificaron para las semifinales los dos primeros de cada grupo. En caso de empate de puntos, se tomaría en cuenta la diferencia de goles.

### Grupo A
| Equipo | Pts | PJ | PG | PE | PP | GF | GC | Dif |
| ------ | --- | -- | -- | -- | -- | -- | -- | --- |
| Brasil | 9   | 3  | 3  | 0  | 0  | 9  | 2  | 7   |
| Italia | 6   | 3  | 2  | 0  | 1  | 8  | 8  | 0   |
| México | 3   | 3  | 1  | 0  | 2  | 3  | 5  | -2  |
| Japón  | 0   | 3  | 0  | 0  | 3  | 4  | 9  | -5  |

| 15 de junio de 2013, 16:00 | Brasil                                  | 3:0 (1:0) | Japón | Estadio Nacional de Brasilia, Brasilia                    |                                                           |
|                            | Neymar Jr. 3' · Paulinho 48' · Jô 90+3' | Reporte   |       | Asistencia: 67 423 espectadores Árbitro(s): Pedro Proença | Asistencia: 67 423 espectadores Árbitro(s): Pedro Proença |

| 16 de junio de 2013, 16:00 | México                  | 1:2 (1:1) | Italia                    | Estadio Maracanã, Río de Janeiro                          |                                                           |
|                            | J. Hernández 34' (pen.) | Reporte   | Pirlo 27' · Balotelli 78' | Asistencia: 73 123 espectadores Árbitro(s): Enrique Osses | Asistencia: 73 123 espectadores Árbitro(s): Enrique Osses |

| 19 de junio de 2013, 16:00 | Brasil                   | 2:0 (1:0) | México | Estadio Castelão, Fortaleza                             |                                                         |
|                            | Neymar Jr. 9' · Jô 90+3' | Reporte   |        | Asistencia: 50 791 espectadores Árbitro(s): Howard Webb | Asistencia: 50 791 espectadores Árbitro(s): Howard Webb |

| 19 de junio de 2013, 19:00 | Italia                                                                 | 4:3 (1:2) | Japón                                       | Arena Pernambuco, Recife                               |                                                        |
|                            | De Rossi 41' · Uchida 50' (a.g.) · Balotelli 52' (pen.) · Giovinco 86' | Reporte   | Honda 21' (pen.) · Kagawa 33' · Okazaki 69' | Asistencia: 40 489 espectadores Árbitro(s): Diego Abal | Asistencia: 40 489 espectadores Árbitro(s): Diego Abal |

| 22 de junio de 2013, 16:00 | Italia                          | 2:4 (0:1) | Brasil                                   | Arena Fonte Nova, Salvador                                  |                                                             |
|                            | Giaccherini 51' · Chiellini 71' | Reporte   | Dante 45+1' · Neymar 55' · Fred 66', 89' | Asistencia: 48 874 espectadores Árbitro(s): Ravshan Irmatov | Asistencia: 48 874 espectadores Árbitro(s): Ravshan Irmatov |

| 22 de junio de 2013, 16:00 | Japón       | 1:2 (0:0) | México                | Estadio Mineirão, Belo Horizonte                        |                                                         |
|                            | Okazaki 86' | Reporte   | J. Hernández 54', 66' | Asistencia: 52 690 espectadores Árbitro(s): Felix Brych | Asistencia: 52 690 espectadores Árbitro(s): Felix Brych |

### Grupo B
| Equipo  | Pts | PJ | PG | PE | PP | GF | GC | Dif |
| ------- | --- | -- | -- | -- | -- | -- | -- | --- |
| España  | 9   | 3  | 3  | 0  | 0  | 15 | 1  | 14  |
| Uruguay | 6   | 3  | 2  | 0  | 1  | 11 | 3  | 8   |
| Nigeria | 3   | 3  | 1  | 0  | 2  | 7  | 6  | 1   |
| Tahití  | 0   | 3  | 0  | 0  | 3  | 1  | 24 | -23 |

| 16 de junio de 2013, 19:00 | España                  | 2:1 (2:0) | Uruguay         | Arena Pernambuco, Recife                                     |                                                              |
|                            | Pedro 20' · Soldado 32' | Reporte   | Suárez 88' (TL) | Asistencia: 41 705 espectadores Árbitro(s): Yuichi Nishimura | Asistencia: 41 705 espectadores Árbitro(s): Yuichi Nishimura |

| 17 de junio de 2013, 16:00 | Tahití       | 1:6 (0:3) | Nigeria                                                                         | Estadio Mineirão, Belo Horizonte                         |                                                          |
|                            | J. Tehau 54' | Reporte   | Vallar 5' (a.g.) · Oduamadi 10', 26', 76' · J. Tehau 69' (a.g.) · Echiéjilé 80' | Asistencia: 20 187 espectadores Árbitro(s): Joel Aguilar | Asistencia: 20 187 espectadores Árbitro(s): Joel Aguilar |

| 20 de junio de 2013, 16:00                                                          | España                                                                     | 10:0 (4:0) | Tahití | Estadio Maracaná, Río de Janeiro                            |                                                             |
|                                                                                     | Torres 5', 33', 57', 78' · Silva 31', 89' · Villa 39', 49', 64' · Mata 66' | Reporte    |        | Asistencia: 71 806 espectadores Árbitro(s): Djamel Haimoudi | Asistencia: 71 806 espectadores Árbitro(s): Djamel Haimoudi |
| Mayor goleada de España fuera de su país, y la mayor en la historia de este torneo. |                                                                            |            |        |                                                             |                                                             |

| 20 de junio de 2013, 19:00 | Nigeria   | 1:2 (1:1) | Uruguay                 | Arena Fonte Nova, Salvador                                |                                                           |
|                            | Mikel 37' | Reporte   | Lugano 19' · Forlán 51' | Asistencia: 26 769 espectadores Árbitro(s): Bjorn Kuipers | Asistencia: 26 769 espectadores Árbitro(s): Bjorn Kuipers |

| 23 de junio de 2013, 16:00 | Nigeria | 0:3 (0:1) | España                    | Estadio Castelão, Fortaleza                              |                                                          |
|                            |         | Reporte   | Alba 3', 88' · Torres 62' | Asistencia: 51 263 espectadores Árbitro(s): Joel Aguilar | Asistencia: 51 263 espectadores Árbitro(s): Joel Aguilar |

| 23 de junio de 2013, 16:00 | Uruguay                                                                          | 8:0 (4:0) | Tahití | Arena Pernambuco, Recife                                  |                                                           |
|                            | Hernández 2', 24', 45+1', 67' (pen.) · Pérez 27' · Lodeiro 61' · Suárez 82', 90' | Reporte   |        | Asistencia: 22 047 espectadores Árbitro(s): Pedro Proença | Asistencia: 22 047 espectadores Árbitro(s): Pedro Proença |

### Segunda fase
En los encuentros de segunda fase, si un partido finalizaba empatado al completarse los 90 minutos de juego, se jugarían dos tiempos extra de 15 minutos cada uno. Si la igualdad se mantenía, se definiría el ganador, con tiros desde el punto penal.                                                                                                       
|  | Semifinales | Semifinales |                              |       | Final | Final |
|  |             |             |                              |       |       |       |
|  | 26 de junio |             |                              |       |       |       |
|  |             |             |                              |       |       |       |
|  | Brasil      | 2           |                              |       |       |       |
|  | Brasil      | 2           | 30 de junio                  |       |       |       |
|  | Uruguay     | 1           |                              |       |       |       |
|  | Uruguay     | 1           | Brasil                       | 3     |       |       |
|  | 27 de junio |             | Brasil                       | 3     |       |       |
|  |             | España      | 0                            |       |       |       |
|  | España (p.) | España      | 0                            | 0 (7) |       |       |
|  | España (p.) |             |                              | 0 (7) |       |       |
|  | Italia      | 0 (6)       |                              |       |       |       |
|  | Italia      | 0 (6)       | Partido por el tercer puesto |       |       |       |
|  |             |             |                              |       |       |       |
|  | 30 de junio |             |                              |       |       |       |
|  |             |             |                              |       |       |       |
|  | Uruguay     | 2 (2)       |                              |       |       |       |
|  | Uruguay     | 2 (2)       |                              |       |       |       |
|  | Italia (p.) | 2 (3)       |                              |       |       |       |

#### Semifinales
| 26 de junio de 2013, 16:00 | Brasil                  | 2:1 (1:0) | Uruguay    | Estadio Mineirao, Belo Horizonte                          |                                                           |
|                            | Fred 41' · Paulinho 86' | Reporte   | Cavani 48' | Asistencia: 57 483 espectadores Árbitro(s): Enrique Osses | Asistencia: 57 483 espectadores Árbitro(s): Enrique Osses |

| 27 de junio de 2013, 16:00 | España                                                   | 0:0 (7:6 p.)               | Italia                                                                  | Estadio Castelao, Fortaleza                             |                                                         |
|                            |                                                          | Reporte                    |                                                                         | Asistencia: 56 083 espectadores Árbitro(s): Howard Webb | Asistencia: 56 083 espectadores Árbitro(s): Howard Webb |
|                            |                                                          | Tiros desde el punto penal |                                                                         |                                                         |                                                         |
|                            | Xavi · Iniesta · Piqué · Ramos · Mata · Busquets · Navas |                            | Candreva · Aquilani · De Rossi · Giovinco · Pirlo · Montolivo · Bonucci |                                                         |                                                         |

#### Tercer lugar
| 30 de junio de 2013, 13:00 | Uruguay                                      | 2:2 (2:2; 0:1) (t. s.)(0:0 t. s.)(2:3 p.) | Italia                                            | Arena Fonte Nova, Salvador de Bahía                         |                                                             |
|                            | Cavani 58', 78' (TL)                         | Reporte                                   | Astori 24' · Diamanti 73' (TL)                    | Asistencia: 43 382 espectadores Árbitro(s): Djamel Haimoudi | Asistencia: 43 382 espectadores Árbitro(s): Djamel Haimoudi |
|                            |                                              | Tiros desde el punto penal                |                                                   |                                                             |                                                             |
|                            | Forlán · Cavani · Suárez · Cáceres · Gargano |                                           | Aquilani · El Shaarawy · De Sciglio · Giaccherini |                                                             |                                                             |

#### Final
| 30 de junio de 2013, 19:00 | Brasil                    | 3:0 (2:0) | España | Estadio Maracaná, Río de Janeiro                          |                                                           |
|                            | Fred 2', 47' · Neymar 44' | Reporte   |        | Asistencia: 73 500 espectadores Árbitro(s): Bjorn Kuipers | Asistencia: 73 500 espectadores Árbitro(s): Bjorn Kuipers |

|                           |
| Bandera de Brasil         |
| Campeón Brasil 4.º título |

## Estadísticas

### Tabla de rendimiento
Nota: las tablas de rendimiento no reflejan la clasificación final de los equipos, sino que muestran el rendimiento de los mismos atendiendo a la ronda final alcanzada.
| Equipo | Equipo  | Pts | PJ | PG | PE | PP | GF | GC | Dif | Rend   |
| ------ | ------- | --- | -- | -- | -- | -- | -- | -- | --- | ------ |
| 1      | Brasil  | 15  | 5  | 5  | 0  | 0  | 14 | 3  | 11  | 100%   |
| 2      | España  | 10  | 5  | 3  | 1  | 1  | 15 | 4  | 11  | 66.67% |
| 3      | Italia  | 8   | 5  | 2  | 2  | 1  | 10 | 10 | 0   | 53.33% |
| 4      | Uruguay | 7   | 5  | 2  | 1  | 2  | 14 | 7  | 7   | 46.67% |
| 5      | Nigeria | 3   | 3  | 1  | 0  | 2  | 7  | 6  | 1   | 33.33% |
| 6      | México  | 3   | 3  | 1  | 0  | 2  | 3  | 5  | -2  | 33.33% |
| 7      | Japón   | 0   | 3  | 0  | 0  | 3  | 4  | 9  | -5  | 0%     |
| 8      | Tahití  | 0   | 3  | 0  | 0  | 3  | 1  | 24 | -23 | 0%     |

### Goleadores
| Jugador          | Selección | Goles | Minutos |
| ---------------- | --------- | ----- | ------- |
| Fernando Torres  | España    | 5     | 273'    |
| Fred             | Brasil    | 5     | 423'    |
| Abel Hernández   | Uruguay   | 4     | 90'     |
| Neymar           | Brasil    | 4     | 412'    |
| Nnamdi Oduamadi  | Nigeria   | 3     | 135'    |
| David Villa      | España    | 3     | 136'    |
| Javier Hernández | México    | 3     | 270'    |
| Edinson Cavani   | Uruguay   | 3     | 390'    |
| Luis Suárez      | Uruguay   | 3     | 404'    |

| Lista completa | Lista completa | Lista completa | Lista completa | Lista completa |
| --- | -------------- | -------------- | -------------- | -------------- |
| \| Jugador \| Selección \| \| \| \| -------------------- \| --------- \| - \| ---- \| \| Jô \| Brasil \| 2 \| 27' \| \| David Silva \| España \| 2 \| 179' \| \| Mario Balotelli \| Italia \| 2 \| 266' \| \| Shinji Okazaki \| Japón \| 2 \| 270' \| \| Paulinho \| Brasil \| 2 \| 358' \| \| Jordi Alba \| España \| 2 \| 390' \| \| Dante \| Brasil \| 1 \| 57' \| \| Sebastian Giovinco \| Italia \| 1 \| 90' \| \| Davide Astori \| Italia \| 1 \| 96' \| \| Nicolás Lodeiro \| Uruguay \| 1 \| 117' \| \| Roberto Soldado \| España \| 1 \| 150' \| \| Alessandro Diamanti \| Italia \| 1 \| 155' \| \| Juan Mata \| España \| 1 \| 171' \| \| Diego Pérez \| Uruguay \| 1 \| 172' \| \| Pedro Rodríguez \| España \| 1 \| 325' \| \| Keisuke Honda \| Japón \| 1 \| 269' \| \| John Obi Mikel \| Nigeria \| 1 \| 270' \| \| Jonathan Tehau \| Tahití \| 1 \| 270' \| \| Shinji Kagawa \| Japón \| 1 \| 270' \| \| Elderson Echiéjilé \| Nigeria \| 1 \| 270' \| \| Andrea Pirlo \| Italia \| 1 \| 300' \| \| Diego Forlán \| Uruguay \| 1 \| 321' \| \| Daniele De Rossi \| Italia \| 1 \| 370' \| \| Emanuele Giaccherini \| Italia \| 1 \| 377' \| \| Diego Lugano \| Uruguay \| 1 \| 390' \| \| Giorgio Chiellini \| Italia \| 1 \| 510' \| |                |                |                |                |
| Jugador | Selección      | Goles          | Minutos        |                |
| Jô | Brasil         | 2              | 27'            |                |
| David Silva | España         | 2              | 179'           |                |
| Mario Balotelli | Italia         | 2              | 266'           |                |
| Shinji Okazaki | Japón          | 2              | 270'           |                |
| Paulinho | Brasil         | 2              | 358'           |                |
| Jordi Alba | España         | 2              | 390'           |                |
| Dante | Brasil         | 1              | 57'            |                |
| Sebastian Giovinco | Italia         | 1              | 90'            |                |
| Davide Astori | Italia         | 1              | 96'            |                |
| Nicolás Lodeiro | Uruguay        | 1              | 117'           |                |
| Roberto Soldado | España         | 1              | 150'           |                |
| Alessandro Diamanti | Italia         | 1              | 155'           |                |
| Juan Mata | España         | 1              | 171'           |                |
| Diego Pérez | Uruguay        | 1              | 172'           |                |
| Pedro Rodríguez | España         | 1              | 325'           |                |
| Keisuke Honda | Japón          | 1              | 269'           |                |
| John Obi Mikel | Nigeria        | 1              | 270'           |                |
| Jonathan Tehau | Tahití         | 1              | 270'           |                |
| Shinji Kagawa | Japón          | 1              | 270'           |                |
| Elderson Echiéjilé | Nigeria        | 1              | 270'           |                |
| Andrea Pirlo | Italia         | 1              | 300'           |                |
| Diego Forlán | Uruguay        | 1              | 321'           |                |
| Daniele De Rossi | Italia         | 1              | 370'           |                |
| Emanuele Giaccherini | Italia         | 1              | 377'           |                |
| Diego Lugano | Uruguay        | 1              | 390'           |                |
| Giorgio Chiellini | Italia         | 1              | 510'           |                |

### Asistentes
| Jugador         | Selección | Asistencias | Minutos |
| --------------- | --------- | ----------- | ------- |
| Walter Gargano  | Uruguay   | 3           | 280'    |
| Nicolás Lodeiro | Uruguay   | 2           | 117'    |
| David Villa     | España    | 2           | 136'    |
| Brown Ideye     | Nigeria   | 2           | 201'    |
| Yasuhito Endo   | Japón     | 2           | 258'    |
| Ahmed Musa      | Nigeria   | 2           | 270'    |
| Oscar           | Brasil    | 2           | 405'    |
| Neymar          | Brasil    | 2           | 412'    |

| Lista completa | Lista completa | Lista completa | Lista completa | Lista completa |
| --- | -------------- | -------------- | -------------- | -------------- |
| \| Jugador \| Selección \| \| \| \| -------------------- \| --------- \| - \| ---- \| \| Andrés Scotti \| Uruguay \| 1 \| 51' \| \| Nacho Monreal \| España \| 1 \| 90' \| \| Abel Hernández \| Uruguay \| 1 \| 90' \| \| Raúl Albiol \| España \| 1 \| 90' \| \| Santi Cazorla \| España \| 1 \| 101' \| \| Cesc Fàbregas \| España \| 1 \| 140' \| \| Jesús Navas \| España \| 1 \| 150' \| \| Juan Mata \| España \| 1 \| 171' \| \| David Silva \| España \| 1 \| 179' \| \| Alberto Aquilani \| Italia \| 1 \| 212' \| \| Hiram Mier \| México \| 1 \| 217' \| \| Marama Vahirua \| Tahití \| 1 \| 249' \| \| Andrés Guardado \| México \| 1 \| 251' \| \| Claudio Marchisio \| Italia \| 1 \| 260' \| \| Mario Balotelli \| Italia \| 1 \| 266' \| \| Fernando Torres \| España \| 1 \| 273' \| \| Andrea Pirlo \| Italia \| 1 \| 300' \| \| Diego Forlán \| Uruguay \| 1 \| 321' \| \| Pedro Rodríguez \| España \| 1 \| 325' \| \| Hulk \| Brasil \| 1 \| 366' \| \| Emanuele Giaccherini \| Italia \| 1 \| 377' \| \| Edinson Cavani \| Uruguay \| 1 \| 390' \| \| Andrés Iniesta \| España \| 1 \| 404' \| \| Fred \| Brasil \| 1 \| 423' \| \| Marcelo Vieira \| Brasil \| 1 \| 450' \| \| Dani Alves \| Brasil \| 1 \| 450' \| |                |                |                |                |
| Jugador | Selección      | Asistencias    | Minutos        |                |
| Andrés Scotti | Uruguay        | 1              | 51'            |                |
| Nacho Monreal | España         | 1              | 90'            |                |
| Abel Hernández | Uruguay        | 1              | 90'            |                |
| Raúl Albiol | España         | 1              | 90'            |                |
| Santi Cazorla | España         | 1              | 101'           |                |
| Cesc Fàbregas | España         | 1              | 140'           |                |
| Jesús Navas | España         | 1              | 150'           |                |
| Juan Mata | España         | 1              | 171'           |                |
| David Silva | España         | 1              | 179'           |                |
| Alberto Aquilani | Italia         | 1              | 212'           |                |
| Hiram Mier | México         | 1              | 217'           |                |
| Marama Vahirua | Tahití         | 1              | 249'           |                |
| Andrés Guardado | México         | 1              | 251'           |                |
| Claudio Marchisio | Italia         | 1              | 260'           |                |
| Mario Balotelli | Italia         | 1              | 266'           |                |
| Fernando Torres | España         | 1              | 273'           |                |
| Andrea Pirlo | Italia         | 1              | 300'           |                |
| Diego Forlán | Uruguay        | 1              | 321'           |                |
| Pedro Rodríguez | España         | 1              | 325'           |                |
| Hulk | Brasil         | 1              | 366'           |                |
| Emanuele Giaccherini | Italia         | 1              | 377'           |                |
| Edinson Cavani | Uruguay        | 1              | 390'           |                |
| Andrés Iniesta | España         | 1              | 404'           |                |
| Fred | Brasil         | 1              | 423'           |                |
| Marcelo Vieira | Brasil         | 1              | 450'           |                |
| Dani Alves | Brasil         | 1              | 450'           |                |

## Premios y reconocimientos

### Bota de oro
El máximo goleador del campeonato recibió el galardón de la Bota de Oro. En caso de igualdad de goles, se tendrían en cuenta las asistencias del jugador, y en último caso los minutos disputados.
| Jugador         | Selección | Goles | Asistencias | Minutos |
| --------------- | --------- | ----- | ----------- | ------- |
| Fernando Torres | España    | 5     | 1           | 273'    |
| Fred            | Brasil    | 5     | 1           | 423'    |
| Neymar          | Brasil    | 4     | 2           | 412'    |

| Lista completa | Lista completa | Lista completa | Lista completa | Lista completa |
| --- | -------------- | -------------- | -------------- | -------------- |
| \| Jugador \| Selección \| \| \| \| \| -------------------- \| --------- \| - \| - \| ---- \| \| Abel Hernández \| Uruguay \| 4 \| 1 \| 90' \| \| David Villa \| España \| 3 \| 2 \| 136' \| \| Edinson Cavani \| Uruguay \| 3 \| 1 \| 390' \| \| Nnamdi Oduamadi \| Nigeria \| 3 \| 0 \| 135' \| \| Javier Hernández \| México \| 3 \| 0 \| 270' \| \| Luis Suárez \| Uruguay \| 3 \| 0 \| 404' \| \| David Silva \| España \| 2 \| 1 \| 179' \| \| Mario Balotelli \| Italia \| 2 \| 1 \| 266' \| \| Jô \| Brasil \| 2 \| 0 \| 27' \| \| Shinji Okazaki \| Japón \| 2 \| 0 \| 270' \| \| Paulinho \| Brasil \| 2 \| 0 \| 358' \| \| Jordi Alba \| España \| 2 \| 0 \| 390' \| \| Nicolás Lodeiro \| Uruguay \| 1 \| 2 \| 117' \| \| Juan Mata \| España \| 1 \| 1 \| 171' \| \| Andrea Pirlo \| Italia \| 1 \| 1 \| 300' \| \| Diego Forlán \| Uruguay \| 1 \| 1 \| 321' \| \| Pedro Rodríguez \| España \| 1 \| 1 \| 325' \| \| Emanuele Giaccherini \| Italia \| 1 \| 1 \| 377' \| \| Dante \| Brasil \| 1 \| 0 \| 57' \| \| Sebastian Giovinco \| Italia \| 1 \| 0 \| 90' \| \| Davide Astori \| Italia \| 1 \| 0 \| 96' \| \| Roberto Soldado \| España \| 1 \| 0 \| 150' \| \| Alessandro Diamanti \| Italia \| 1 \| 0 \| 155' \| \| Diego Pérez \| Uruguay \| 1 \| 0 \| 172' \| \| Keisuke Honda \| Japón \| 1 \| 0 \| 269' \| \| John Obi Mikel \| Nigeria \| 1 \| 0 \| 270' \| \| Jonathan Tehau \| Tahití \| 1 \| 0 \| 270' \| \| Shinji Kagawa \| Japón \| 1 \| 0 \| 270' \| \| Elderson Echiéjilé \| Nigeria \| 1 \| 0 \| 270' \| \| Daniele De Rossi \| Italia \| 1 \| 0 \| 370' \| \| Diego Lugano \| Uruguay \| 1 \| 0 \| 390' \| \| Giorgio Chiellini \| Italia \| 1 \| 0 \| 510' \| |                |                |                |                |
| Jugador | Selección      | Goles          | Asistencias    | Minutos        |
| Abel Hernández | Uruguay        | 4              | 1              | 90'            |
| David Villa | España         | 3              | 2              | 136'           |
| Edinson Cavani | Uruguay        | 3              | 1              | 390'           |
| Nnamdi Oduamadi | Nigeria        | 3              | 0              | 135'           |
| Javier Hernández | México         | 3              | 0              | 270'           |
| Luis Suárez | Uruguay        | 3              | 0              | 404'           |
| David Silva | España         | 2              | 1              | 179'           |
| Mario Balotelli | Italia         | 2              | 1              | 266'           |
| Jô | Brasil         | 2              | 0              | 27'            |
| Shinji Okazaki | Japón          | 2              | 0              | 270'           |
| Paulinho | Brasil         | 2              | 0              | 358'           |
| Jordi Alba | España         | 2              | 0              | 390'           |
| Nicolás Lodeiro | Uruguay        | 1              | 2              | 117'           |
| Juan Mata | España         | 1              | 1              | 171'           |
| Andrea Pirlo | Italia         | 1              | 1              | 300'           |
| Diego Forlán | Uruguay        | 1              | 1              | 321'           |
| Pedro Rodríguez | España         | 1              | 1              | 325'           |
| Emanuele Giaccherini | Italia         | 1              | 1              | 377'           |
| Dante | Brasil         | 1              | 0              | 57'            |
| Sebastian Giovinco | Italia         | 1              | 0              | 90'            |
| Davide Astori | Italia         | 1              | 0              | 96'            |
| Roberto Soldado | España         | 1              | 0              | 150'           |
| Alessandro Diamanti | Italia         | 1              | 0              | 155'           |
| Diego Pérez | Uruguay        | 1              | 0              | 172'           |
| Keisuke Honda | Japón          | 1              | 0              | 269'           |
| John Obi Mikel | Nigeria        | 1              | 0              | 270'           |
| Jonathan Tehau | Tahití         | 1              | 0              | 270'           |
| Shinji Kagawa | Japón          | 1              | 0              | 270'           |
| Elderson Echiéjilé | Nigeria        | 1              | 0              | 270'           |
| Daniele De Rossi | Italia         | 1              | 0              | 370'           |
| Diego Lugano | Uruguay        | 1              | 0              | 390'           |
| Giorgio Chiellini | Italia         | 1              | 0              | 510'           |

### Balón de Oro
El Balón de Oro adidas fue para el mejor futbolista del torneo. La FIFA, mediante su Grupo de Estudios Técnicos (GET), anunció la lista de candidatos el 29 de junio. A partir de entonces, y hasta que acabó el partido de la final, los representantes de los medios de comunicación y los fanes pudieron votar para elegir al ganador.
Los candidatos fueron: Andrés Iniesta y Sergio Ramos de España; Neymar y Paulinho de Brasil; Andrea Pirlo de Italia; y Luis Suárez de Uruguay.
| Jugador        | Selección |
| -------------- | --------- |
| Neymar         | Brasil    |
| Andrés Iniesta | España    |
| Paulinho       | Brasil    |

### Guante de Oro
El Guante de Oro Adidas fue para el mejor arquero del torneo, designado por el Grupo de Estudios Técnicos de la FIFA.
| Jugador     | Selección |
| Júlio César | Brasil    |
| ----------- | --------- |

### Premio Fair Play
El Premio Fair Play de la FIFA distinguió al equipo con el mejor registro disciplinario de la competición. Sólo pudieron optar a él los que alcanzaron la fase eliminatoria.
| Selección |
| España    |
| --------- |

### Jugador del partido
Tras cada partido disputado, se eligió un jugador como el mejor del encuentro. Para determinar al ganador del «Premio Budweiser Jugador del Partido», se abrió una votación en el sitio oficial del torneo para ser luego contabilizada por el Grupo de Estudios Técnicos de la FIFA.
| Fase de grupos - Fecha 1 | Fase de grupos - Fecha 1 | Fase de grupos - Fecha 2 | Fase de grupos - Fecha 2 | Fase de grupos - Fecha 3 | Fase de grupos - Fecha 3 | Segunda fase   | Segunda fase |
| Jugador                  | Partido                  | Jugador                  | Partido                  | Jugador                  | Partido                  | Jugador        | Partido      |
| ------------------------ | ------------------------ | ------------------------ | ------------------------ | ------------------------ | ------------------------ | -------------- | ------------ |
| Neymar                   | 3:0                      | Neymar                   | 2:0                      | Neymar                   | 2:4                      | Júlio César    | 2:1          |
| Andrea Pirlo             | 1:2                      | Shinji Kagawa            | 4:3                      | Javier Hernández         | 1:2                      | Iker Casillas  | 0:0          |
| Andrés Iniesta           | 2:1                      | Fernando Torres          | 10:0                     | Jordi Alba               | 0:3                      | Edinson Cavani | 2:2          |
| Nnamdi Oduamadi          | 1:6                      | Diego Forlán             | 1:2                      | Abel Hernández           | 8:0                      | Neymar         | 3:0          |

### Otros reconocimientos

#### Equipo ideal de los aficionados
La FIFA estableció un sistema de votos para que los aficionados eligieran al once y al entrenador ideal a través de su Web.
El mejor once y entrenador elegido fue el siguiente:
| Portero     | Defensas                                        | Centrocampistas                      | Delanteros                  | Entrenador     |
| ----------- | ----------------------------------------------- | ------------------------------------ | --------------------------- | -------------- |
| Júlio César | David Luiz Thiago Silva Sergio Ramos Dani Alves | Andrés Iniesta Andrea Pirlo Paulinho | Neymar Fernando Torres Fred | Felipe Scolari |

#### Castrol EDGE Index

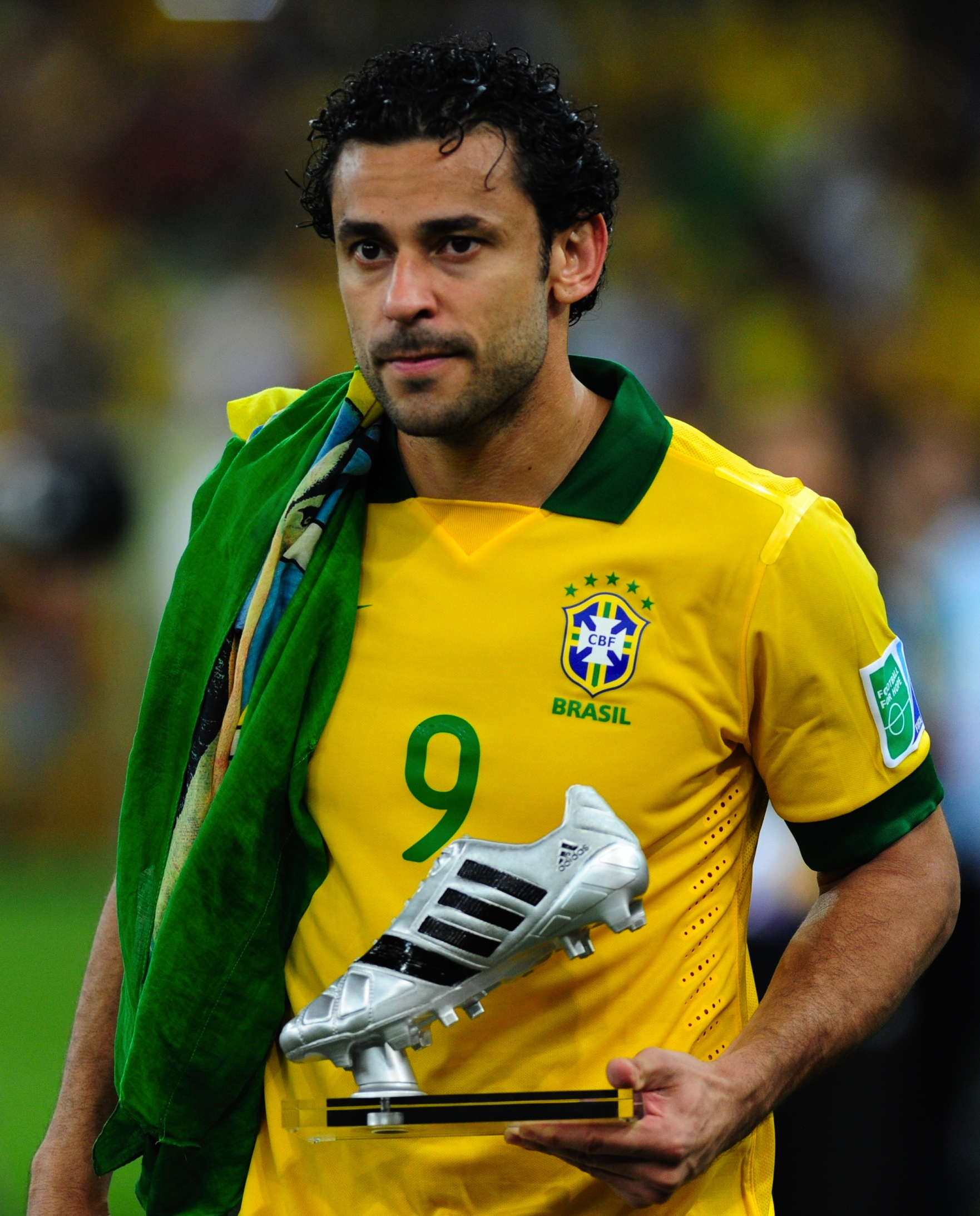
Fred, ganador del Premio Castrol EDGE Index. con la Bota de Plata conseguida en el mismo torneo

Los mejores futbolistas del índice Castrol EDGE de la Copa Confederaciones 2013 fueron los siguientes:
| Jugador        | Selección | Puntos |
| -------------- | --------- | ------ |
| Fred           | Brasil    | 9,57   |
| Sergio Ramos   | España    | 9,47   |
| Jordi Alba     | España    | 9,38   |
| David Luiz     | Brasil    | 9,30   |
| Thiago Silva   | Brasil    | 9,23   |
| Andrés Iniesta | España    | 9,16   |
| Marcelo Vieira | Brasil    | 9,10   |
| Gerard Piqué   | España    | 9,04   |
| Luiz Gustavo   | Brasil    | 8,98   |
| Neymar         | Brasil    | 8,92   |

#### Gol del torneo
Mediante una votación entre los usuarios registrados en la página web FIFA.com, fue elegido el gol de Luis Suárez para Uruguay en el primer partido de primera fase ante España como el mejor del torneo. El gol de Suárez consistió en un potente tiro libre con rosca desde unos 18 metros, que dejó sin opciones a Iker Casillas, colándose el remate por la escuadra izquierda del arco.
En segundo lugar fue elegido el gol de su compatriota, Diego Forlán, ante Nigeria por el segundo encuentro de la fase de grupos, mientras que la última posición del podio la ocupa el tercer gol de la final, anotado por Neymar para Brasil, en la victoria ante España.
| Jugador      | Selección | Rival   | Minuto | Resultado parcial | Resultado final |
| ------------ | --------- | ------- | ------ | ----------------- | --------------- |
| Luis Suárez  | Uruguay   | España  | 88'    | 1:2               | 1:2             |
| Diego Forlán | Uruguay   | Nigeria | 51'    | 2:1               | 2:1             |
| Neymar       | Brasil    | España  | 44'    | 2:0               | 3:0             |